# Carl Wilhelm Christian von Doderer

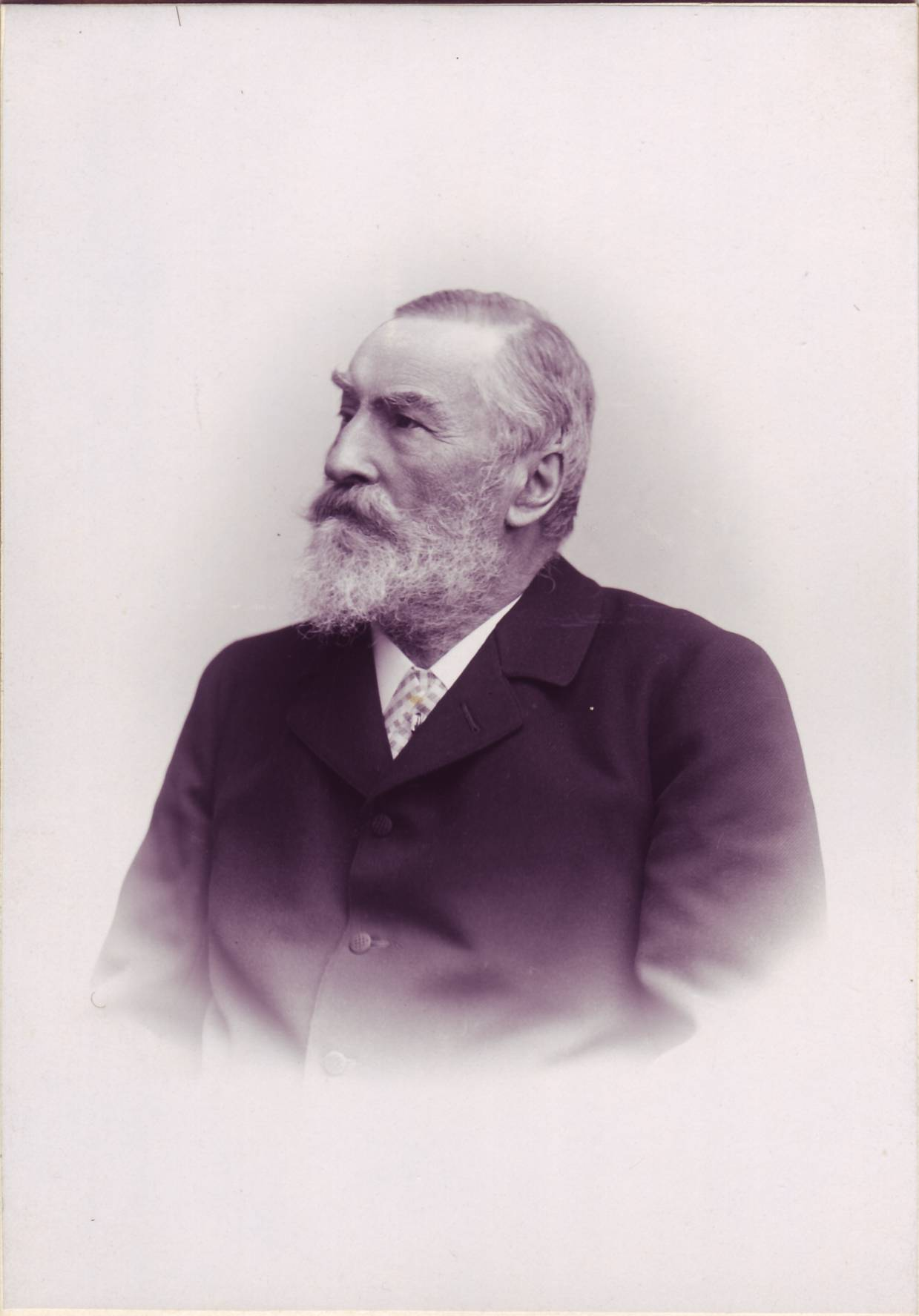
Carl Wilhelm von Doderer (1825–1900)

Wappen der Ritter von Doderer, 1877

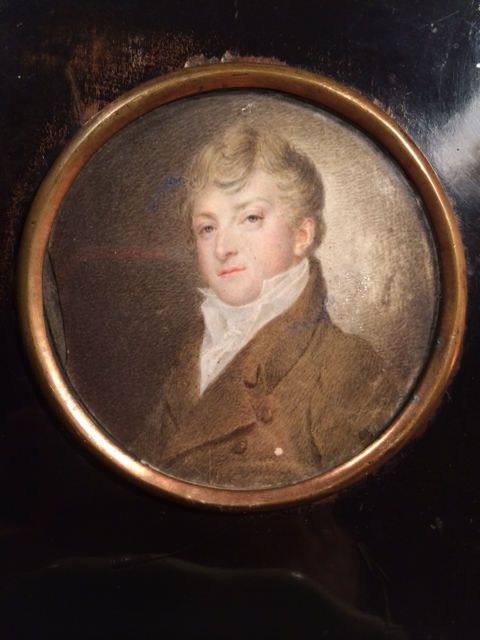
Gottlieb Doderer (1782–1836), Vater von Carl Wilhelm von Doderer

Generalkommando-Gebäude in der Wiener Universitätsstraße 7 (im Krieg zerstört)

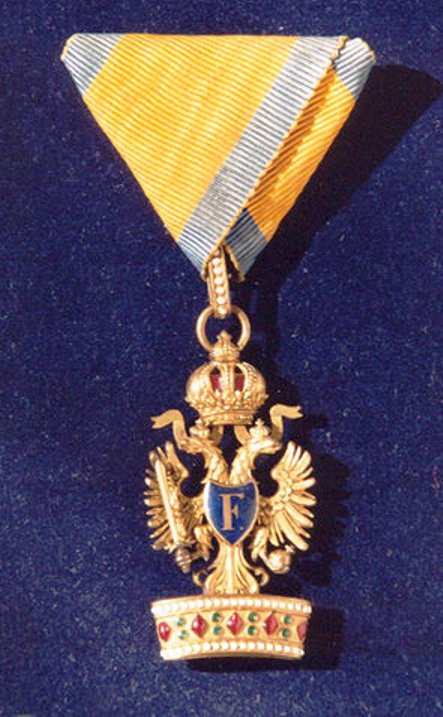
Orden der Eisernen Krone III. Klasse

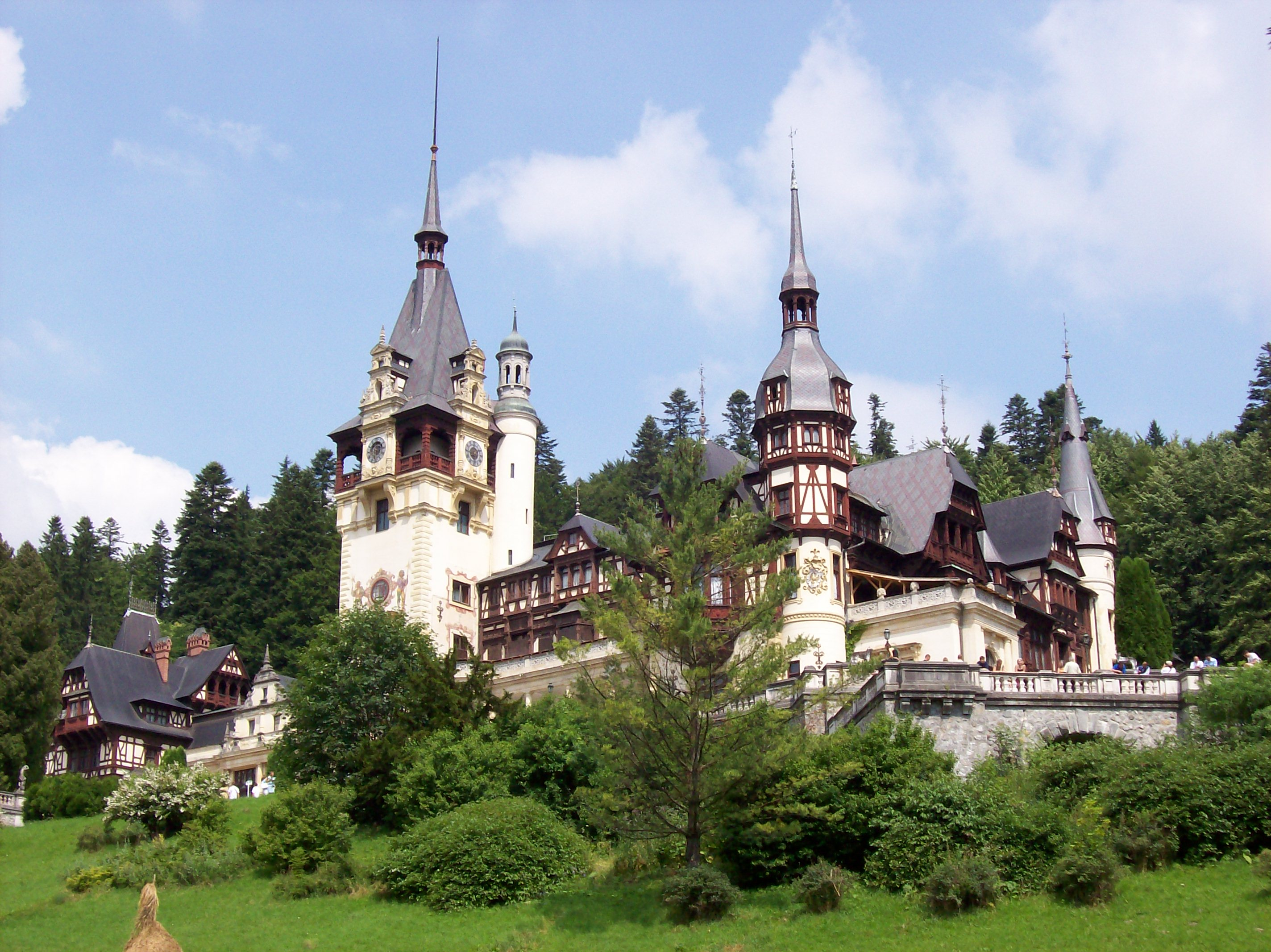
Schloss Peleș im Sommer

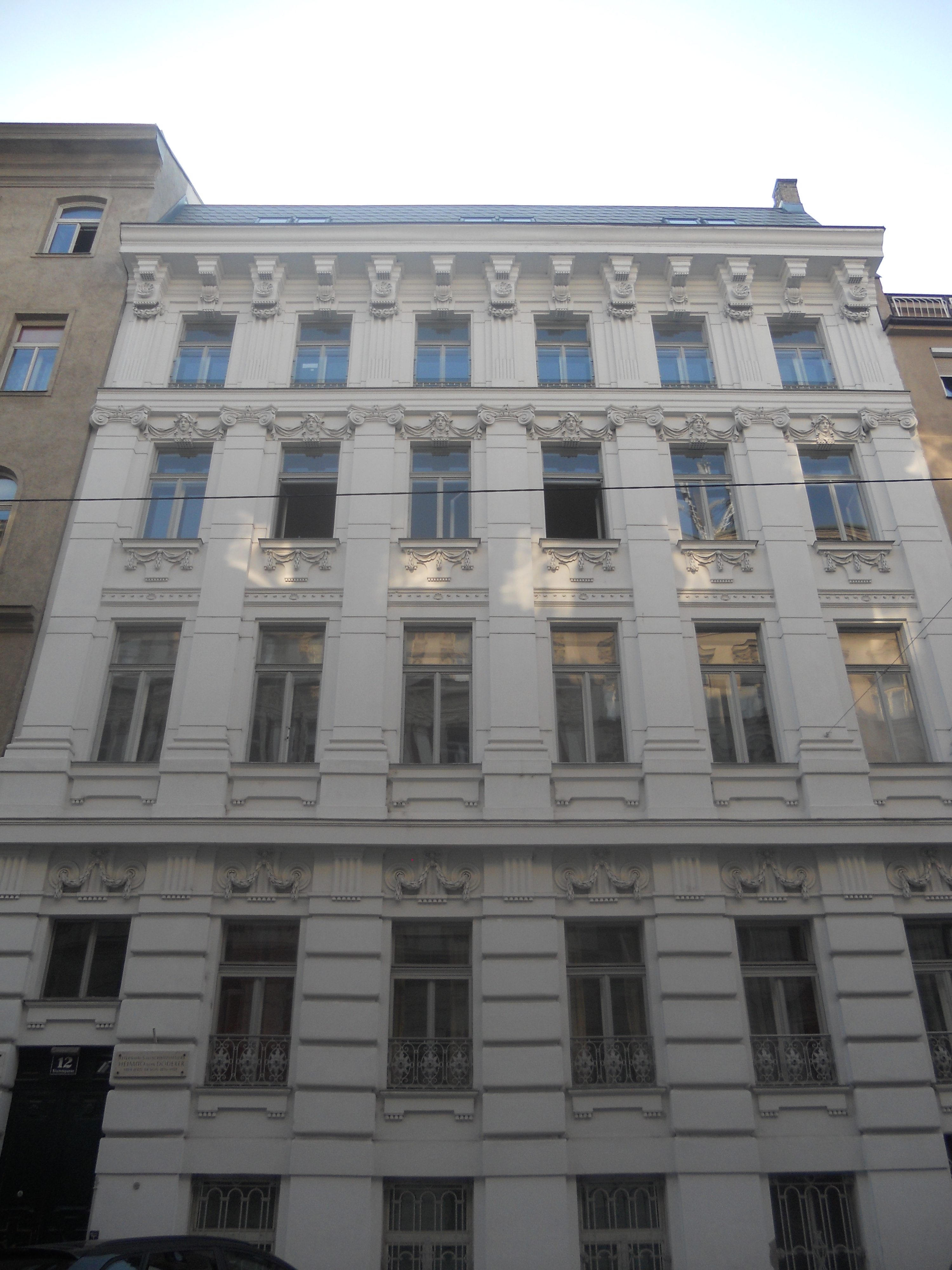
Stadthaus der Familie von Doderer in der Stammgasse 12, Wien

Carl Wilhelm Christian Doderer, seit 1877 Ritter von Doderer (* 2. Januar 1825 in Heilbronn; † 13. Mai 1900 in Wien) war ein deutsch-österreichischer Architekt aus der Familie von Doderer.

## Leben
Nach dem Besuch des Gymnasiums und der Oberrealschule (Klassenkamerad von Adolf Cluss) in Heilbronn begann Carl Wilhelm Doderer 1840 eine Steinmetz- und Maurerlehre. In diesem Zusammenhang arbeitete er an der Heilbronner Kilianskirche. Nach Lehrabschluss ging Doderer zunächst auf das Polytechnikum Stuttgart und legte dort die königlich württembergische Staatsprüfung im Baufach ab. Während des Studiums wirkte er an der Planung des Lustschlosses „Wilhelma“ mit. 1849/50 besuchte Doderer die Berliner Bauakademie und die Berliner Kunstakademie. Eine längere Studienreise führte Doderer schließlich nach Wien. Dort arbeitete er 1851/52 im Atelier von Eduard van der Nüll und August Sicard von Sicardsburg. Hier war er unter anderem an der Bauplanung des Wiener Arsenals beteiligt.
Im Herbst 1852 erfolgte die Berufung Doderers als „Professor der schönen Architektur“ an die Genie-Akademie (Ausbildungsstätte für Genietruppen oder Ingenieurtruppen) in Klosterbruck (Znojmo in Mähren). In dieser Position führte er für das österreichisch-ungarische Armee-Oberkommando zahlreiche Militärbauten aus, unter anderem in Verona und in der Wiener Neustadt. Außerdem veröffentlichte Doderer im Auftrag des Kriegsministeriums Aufnahmen und Zeichnungen aller österreich-ungarischer Militärbildungsanstalten, Akademien etc. in einem großen Sammelwerk. Ferner verfasste er eine mit zahlreichen Autographien versehene architektonische Formenlehre.
1866 übernahm Doderer die „Professur für Hochbau und Architektur“ an dem Polytechnischen Institut Wien (seit 1872 Technische Hochschule Wien). Dort war er 1870–72 und 1882–84 Dekan der Bauschule. 1876 erfolgte dann Doderers Wahl zum Rektor der Technischen Hochschule Wien für das Studienjahr 1876/77. Die Versetzung Doderers in den Ruhestand erfolgte im Jahre 1896.
Neben seiner erfolgreichen Tätigkeit in der Lehre und als Fachautor betätigte sich Doderer zunehmend auch als Architekt für repräsentative Staatsbauten. Zu den bedeutendsten Aufträgen zählten:
- das Pädagogium (Lehrerseminar) im ungarischen Petrinja (heute: in Kroatien), Bauzeit: 1871;
- das Korpskommando-Gebäude (1. Bezirk, Universitätsstraße, Wien), Bauzeit: 1871–74;
- das königliche Schloss Peleș (bei Sinaia in Rumänien), Bauzeit: 1873–76;
- die Neubauten in ungarischen Prominentenkurort Herkulesbad (heute: „Băile Herculane“ in Rumänien), Bauzeit: 1883–1886.

Gemeinsam mit dem Architekten Max von Ferstel errichtete Carl Wilhelm von Doderer 1882 auch das repräsentative Stadthaus der Familie von Doderer in der Stammgasse 12 im III. Wiener Gemeindebezirk.
Als Architekt vertrat Carl Wilhelm von Doderer einen strengen Historismus und prägte unter anderem den Begriff „Monumentalbauten“. Seine Wohnung und sein Atelier befanden sich im Haus Nr. 9 in der Ungargasse.
Neben seiner Laufbahn als Architekt und Hochschullehrer hatte Doderer noch zahlreiche andere Positionen inne. Unter anderem war Doderer von 1872 bis 1874 Abgeordneter des Wiener Gemeinderats. Im folgenden Jahr wurde er dann Mitglied des Künstlerhauses Wien. Außerdem gehörte Doderer dem Redaktionskomitee der „Zeitschrift des oesterreichischen Ingenieur- und Architekten-Vereins“ an. Zuletzt war Doderer Mitglied des Patentgerichtshofs (heute: Oberster Patent- und Markensenat).
Carl Wilhelm von Doderer erlag am 13. Mai 1900 einem Schlaganfall und ist zusammen mit seiner Frau Maria in einer Familiengruft auf dem Wiener Zentralfriedhof bestattet (Grabadresse: 59D/Nr. 3). Die dazugehörende Grabstele wurde von dem Architekten Max von Ferstel entworfen.

## Ehrungen
Carl Wilhelm von Doderer erhielt den Titel eines „K.u.k. Hofrats“ verliehen. Ferner war er Mitglied des Franz-Joseph-Ordens. 1877 wurde er in Anerkennung für seine Verdienste durch Kaiser Franz Joseph I. mit dem Orden der Eisernen Krone III. Klasse ausgezeichnet und aufgrund der Ordensstatuten am 4. Februar 1877 als Carl Wilhelm Christian Ritter von Doderer in den erblichen österreichischen Adels- und Ritterstand erhoben.

## Familie
Carl Wilhelm von Doderer stammte aus bescheidenen Verhältnissen. Sein Vater, Gottlieb Doderer (1782–1836), war ein einfacher Zimmermann und Mühlenbaumeister in Heilbronn. Seine Mutter hieß Bernhardine Luise Dorothea Diruf (1790–1846) und war Tochter des Fleischermeisters Georg Ludwig Diruf. Carl Wilhelms jüngerer Bruder, Carl Gottlieb Doderer (1826–1893), war Heilbronner Stadtrat und 1888 Mitbegründer der Württembergisches Portland Cement-Werk zu Lauffen am Neckar AG (heute ZEAG Energie AG).
Am 24. November 1853 heiratete Carl Wilhelm von Doderer in Wien Maria von Greisinger (1835–1914), Tochter des Professors und Mathematikers Gustav Adolf von Greisinger (1793–1868). Mit ihr hatte er vier Kinder:
- Wilhelm Carl Gustav (1854–1932)
- Maria Catharina Luise (verh. Veit) (1857–1933)
- Henriette Sophie Johanna (verh. Bender) (1864–1950)
- Richard Gottlieb Wilhelm (1876–1955)

Die beiden Söhne Wilhelm Carl Gustav und Richard Gottlieb Wilhelm haben in späteren Jahren als Bauunternehmer bzw. Schwerindustrieller die Familie von Doderer mit einem Vermögen von rund 12 Millionen Kronen zu einer der reichsten der Doppelmonarchie Österreich-Ungarn gemacht. Mit dem österreichischen Schriftsteller Heimito von Doderer hatte Carl Wilhelm von Doderer zudem einen sehr berühmten Enkel.